# Szubertiada

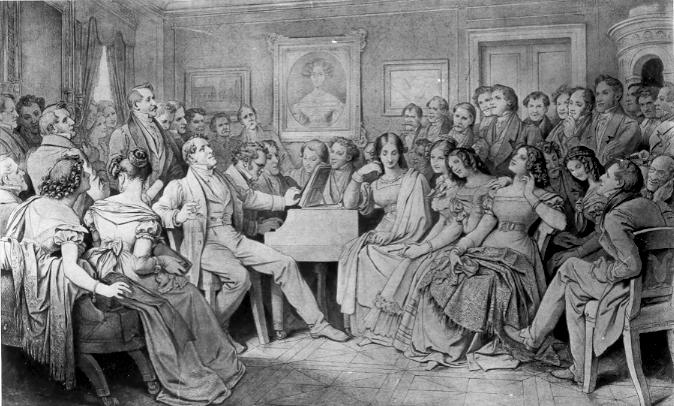
Schubertiade 1868, obraz Moritza von Schwindla

Szubertiada (niem. Schubertiade) – imprezy, koncerty i festiwale poświęcone muzyce Franza Schuberta (1797–1828), austriackiego kompozytora i prekursora romantyzmu w muzyce.

## Historia
Szubertiady odbywały się w Wiedniu już za życia Schuberta. Miały charakter nieformalnych muzyczno-poetyckich wieczorków, na których spotykał się z przyjaciółmi i gdzie każdy mógł zaprezentować własną twórczość. Oprócz muzyki Schuberta odbywały się także odczyty poezji, tańce i inne towarzyskie rozrywki. Uczestnicy liczyli od kilku do ponad stu. We wczesnym XIX-wiecznym Wiedniu były one zazwyczaj sponsorowane przez bogatych przyjaciół lub miłośników muzyki Schuberta. Liczne tego typu koncerty były organizowane w dużym mieszkaniu austriackiego prawnika i patrona Ignaza von Sonnleithnera, Eduarda von Bauernfelda i wielu innych. Pierwsze formalne spotkanie nazwane szubertiadą odbyło się 26 stycznia 1821 w domu rodzinnym bliskiego przyjaciela Schuberta, Franza von Schobera.
Szubertiady odbywały się też na podwiedeńskich łąkach, z piknikiem, lub w oberżach. Malarze, poeci, aktorzy i muzycy tańczyli i śpiewali nowe pieśni Schuberta. Korpulentny Schubert, niskiego wzrostu, melancholijny, czasem skłonny do depresji, niezgrabny, nieśmiały, małomówny, nigdy nie tańczył. Czasem po kieliszku wina czy ulubionego ponczu ożywiał się i przyłączał do zabawy.

## Szubertiady – wybrane

### Schubertiade Schwarzenberg
Schubertiade Schwarzenberg to festiwal poświęcony Franzowi Schubertowi. Pierwszy raz odbył się w małym austriackim miasteczku Hohenems w 1976 z inicjatywy Hermanna Preya, aby przyznać należne miejsce kompozytorowi obok Mozarta i Beethovena. Jest to coroczne spotkanie miłośników muzyki z całego świata. Schubertiade wkrótce przekształciła się w jedno z najbardziej znanych podiów muzyki kameralnej i śpiewu.
Obecnie Schubertiade jest uważana za najważniejszy i najbardziej rozpoznawalny festiwal poświęcony Schubertowi na świecie. Dwa razy w roku Schwarzenberg jest miejscem spotkań artystów, koneserów sztuki i miłośników muzyki. W czasie każdej z edycji w odbywa się tu około 90 wydarzeń, w których uczestniczy średnio 45 000 odwiedzających. Podczas festiwalu odbywają się recitale, koncerty kameralne, koncerty orkiestrowe, wykłady, wystawy i lekcje mistrzowskie prowadzone przez wybitnych śpiewaków i instrumentalistów. Obok najbardziej uznanych muzyków, dyrektor festiwalu Gerd Nachbauer stara się rozwijać karierę młodych muzyków.

### Schubertiade Schloss Eyb
Schubertiade Schloss Eyb to festiwal pod dyrekcją artystyczną skrzypaczki Martiny Trumpp. Szubertiada odbywa się od maja do września w Dörzbach w jednym z niemieckich powiatów Hohenlohe w kraju związkowym Badenia-Wirtembergia. Imprezie towarzyszy wiele koncertów, a także prezentacje kulinarne i Kinomobil, podczas którego odbywają się pokazy filmowe.

## Inspiracje w malarstwie

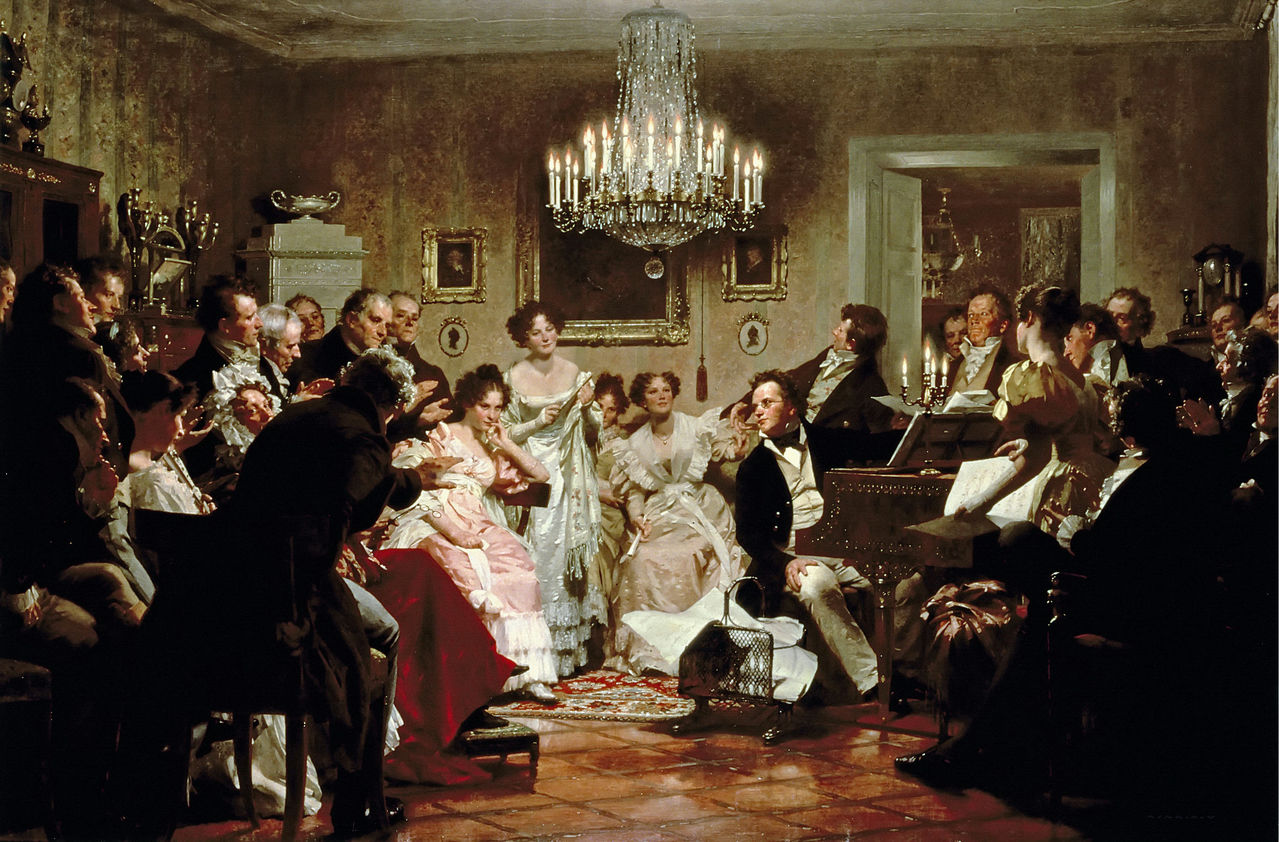
Obraz Juliusa Schmida Schubertiade (1897)

Szubertiady stanowiły także inspiracje dla malarzy. Z 1868 pochodzi obraz Schubertiade wykonany przez Moritza von Schwindla. Przedstawia kameralną scenę, na której w centralnej części znajduje się Schubert przy fortepianie, otoczony gronem przyjaciół, wśród których znajdują się m.in.: Josef von Spaun, Johann Michael Vogl, Franz Lachner, Moritz von Schwind, Wilhelm August Rieder, Leopold Kupelwieser, Eduard von Bauernfeld, Franz von Schober, Franz Grillparzer. Na ścianie w tle znajduje się obraz hrabiny Karoliny Esterházy – nieodwzajemnionej miłości Schuberta.
Kolejnym obrazem jest Schubertiade Juliusa Schmida z 1897. W centralnej części również znajduje się kompozytor, jednak otaczający go ludzie nie są rozpoznawalnymi przyjaciółmi Schuberta. W 1899 obraz zainspirowany szubertiadą namalował Gustav Klimt. Obraz został zniszczony w czasie II wojny światowej, ale zachowała się kolorowa fotografia dzieła.